# Liste der Naturschutzgebiete im Kreis Wesel
Die Liste der Naturschutzgebiete im Kreis Wesel enthält die Naturschutzgebiete des Kreises Wesel in Nordrhein-Westfalen.

## Liste
| Kennung | Gebietsname                                                                               | Gemeinde(n)              | Fläche in ha | Bild                                      |
| ------- | ----------------------------------------------------------------------------------------- | ------------------------ | ------------ | ----------------------------------------- |
| WES-001 | Lippeaue (WES-001)                                                                        | Hünxe, Schermbeck        | 1004,1453    | weitere Bilder                            |
| WES-002 | Dingdener Heide                                                                           | Hamminkeln               | 211,7038     | weitere Bilder                            |
| WES-003 | Loosen Berge                                                                              | Schermbeck               | 12,5032      | weitere Bilder                            |
| WES-004 | Feuchtwiesen Bucholter Bruch und Nordhang Testerberge                                     | Hünxe                    | 101,9359     |                                           |
| WES-005 | Bislicher Insel (siehe Bislicher Insel)                                                   | Wesel, Xanten            | 1053,1748    | weitere Bilder                            |
| WES-006 | Hemmings Schlinke                                                                         | Hamminkeln               | 4,4524       | weitere Bilder                            |
| WES-007 | Diersfordter Wald                                                                         | Hamminkeln, Wesel        | 926,60       | weitere Bilder                            |
| WES-008 | Fürstenberg (siehe Fürstenberg)                                                           | Xanten                   | 47,9296      |                                           |
| WES-009 | Lichtenhagen                                                                              | Schermbeck               | 109,5417     |                                           |
| WES-010 | Hünxer Bachtal                                                                            | Hünxe                    | 48,5976      |                                           |
| WES-011 | Reeser Schanz, Rheinaue zwischen Obermörmter und Vynen, bei Gut Grindt und Haus Lüttingen | Xanten                   | 756,4037     | weitere Bilder                            |
| WES-012 | Bagelwald im Wackenbruch                                                                  | Wesel                    | 10,9694      |                                           |
| WES-013 | Niederkamp und Mönchschall                                                                | Kamp-Lintfort            | 164,16       |                                           |
| WES-016 | Hasenfeld und Rheinvorland zwischen Eversael und Ossenberg                                | Rheinberg                | 801,45       | weitere Bilder                            |
| WES-017 | Alter Rhein, Jenneckes Gatt, Niepgraben                                                   | Rheinberg                | 62,64        | Alter Rhein                               |
| WES-018 | Momm-Niederung                                                                            | Voerde                   | 598,3140     |                                           |
| WES-019 | Rheinvorland östlich von Wallach                                                          | Rheinberg, Wesel         | 324,74       | weitere Bilder                            |
| WES-020 | Rheinvorland nördlich der Ossenberger Schleuse                                            | Rheinberg                | 57,40        | weitere Bilder                            |
| WES-021 | Feuchtgebiet bei Menzelen-Ost                                                             | Alpen                    | 56,03        |                                           |
| WES-022 | Bislicher Meer und Wat Ley                                                                | Hamminkeln, Wesel        | 49,51        |                                           |
| WES-025 | Rheinaue Bislich-Vahnum                                                                   | Wesel                    | 241,4909     | weitere Bilder                            |
| WES-026 | Droste Woy, Rheinaue zwischen Wesel und Bislich                                           | Wesel                    | 616,16       |                                           |
| WES-027 | Weseler Aue und Leygraben bei Flüren                                                      | Wesel                    | 118,71       |                                           |
| WES-029 | Rheinaue zwischen Büderich und Perrich                                                    | Wesel                    | 326,47       | weitere Bilder                            |
| WES-035 | Bachtal am Hasenkamp                                                                      | Hamminkeln               | 44,1158      |                                           |
| WES-036 | Leucht (siehe Die Leucht)                                                                 | Kamp-Lintfort            | 359,91       | weitere Bilder                            |
| WES-038 | Bruch- und Auenwald und angrenzender Eichenwald am Ostrand der Leucht                     | Kamp-Lintfort            | 29,12        |                                           |
| WES-039 | Feuchtwiesen an der Straße Neuenroisfeld                                                  | Kamp-Lintfort            | 5,7373       |                                           |
| WES-040 | Blink                                                                                     | Kamp-Lintfort            | 10,2647      | weitere Bilder                            |
| WES-041 | Rayener Berg                                                                              | Neukirchen-Vluyn         | 40,5267      |                                           |
| WES-042 | Nieper Altrheinrinne bei Bloemersheim                                                     | Neukirchen-Vluyn         | 4,6410       |                                           |
| WES-043 | Nieper Altrheinrinne                                                                      | Neukirchen-Vluyn         | 70,18        |                                           |
| WES-044 | Nieder Heide am Egelsberg                                                                 | Moers                    | 4,3379       | weitere Bilder                            |
| WES-045 | Schwafheimer Bruch                                                                        | Moers                    | 30,72        | weitere Bilder                            |
| WES-046 | Kaninchenberge                                                                            | Hünxe                    | 106,5463     |                                           |
| WES-047 | Rheinaue Walsum/Dinslaken (siehe Rheinaue Walsum)                                         | Dinslaken                | 29,0426      |                                           |
| WES-048 | Torfvenn/Rehrbach                                                                         | Hünxe, Schermbeck        | 266,2799     |                                           |
| WES-049 | Im Venn                                                                                   | Hamminkeln               | 157,0488     |                                           |
| WES-050 | Grenzdyck                                                                                 | Alpen, Sonsbeck, Xanten  | 233,5674     | weitere Bilder                            |
| WES-051 | Plankenbach                                                                               | Hünxe                    | 80,1577      |                                           |
| WES-052 | Isselniederung                                                                            | Hamminkeln               | 1856,8279    |                                           |
| WES-054 | Insel im Haferbruchsee                                                                    | Rheinberg, Kamp-Lintfort | 4,76         |                                           |
| WES-055 | Rheinvorland zwischen Mehrum und Emmelsum                                                 | Voerde                   | 534,02       | Rheinvorland zwischen Mehrum und Emmelsum |
| WES-056 | Krummbeck                                                                                 | Dinslaken                | 58,56        |                                           |
| WES-057 | Kirchheller Heide, Schwarzbach                                                            | Dinslaken                | 129,6828     |                                           |
| WES-058 | Im Fort westlich der Vellenfurth                                                          | Dinslaken                | 57,9993      |                                           |
| WES-059 | Üfter-, Rüster- und Emmelkämper Mark                                                      | Schermbeck               | 1060,11      | weitere Bilder                            |
| WES-069 | Kleine Dingdener Heide                                                                    | Hamminkeln               | 50,4648      |                                           |
| WES-070 | Mumbecker Bach                                                                            | Hamminkeln               | 22,9538      | weitere Bilder                            |
| WES-071 | Stapelbach                                                                                | Hamminkeln               | 18,3535      |                                           |
| WES-072 | Quell-Bachsystem Siegewinkelbach                                                          | Schermbeck               | 15,3741      |                                           |
| WES-073 | Dämmerwald (siehe Dämmer Wald)                                                            | Schermbeck               | 1410,8200    |                                           |
| WES-074 | Oberer Hollebach                                                                          | Hünxe                    | 15,0895      |                                           |
| WES-075 | Quellbachsystem Osterbach/Langefortsbach                                                  | Schermbeck               | 90,2876      |                                           |
| WES-076 | Stollbach                                                                                 | Hünxe                    | 38,6293      |                                           |
| WES-077 | Bachtal am Wefelnberg                                                                     | Hünxe                    | 5,7083       |                                           |
| WES-078 | Bachtäler südöstlich Hünxe                                                                | Hünxe                    | 22,3526      |                                           |
| WES-079 | Bruckhauser Mühlenbach                                                                    | Hünxe                    | 22,8619      |                                           |
| WES-081 | Gartroper Mühlenbach                                                                      | Hünxe, Schermbeck        | 550,8709     |                                           |
| WES-082 | Steinbach                                                                                 | Hünxe, Schermbeck        | 35,4766      |                                           |
| WES-083 | Nördlicher Tüschenwald                                                                    | Sonsbeck                 | 159,2229     |                                           |
| WES-084 | Winkelscher Busch                                                                         | Sonsbeck                 | 72,4689      |                                           |
| WES-085 | Hohe Ley, Wesendonker Abzugsgraben, Urselmanns Ley, Tacke Ley                             | Sonsbeck, Xanten         | 132,1444     |                                           |
| WES-086 | Rigauds Busch                                                                             | Hamminkeln               | 2,6181       |                                           |
| WES-088 | Hagener Meer/Bellinghover Meer/Lange Renne                                                | Hamminkeln               | 32,9843      |                                           |
| WES-089 | Binnendünen am Lichterholzweg                                                             | Hamminkeln               | 10,2797      |                                           |
| WES-090 | Risswald                                                                                  | Hamminkeln               | 7,0322       |                                           |
| WES-091 | Drevenacker Dünen                                                                         | Hünxe, Wesel             | 198,76       | weitere Bilder                            |
| WES-092 | Lippeaue (WES-092)                                                                        | Hünxe, Wesel             | 742,50       | weitere Bilder                            |
| WES-093 | Erlenbruchwald und Landwehr in der Leucht                                                 | Alpen, Kamp-Lintfort     | 2,29         |                                           |
| WES-094 | Forschungsrevier im Orsoyer Rheinbogen                                                    | Rheinberg                | 172,43       |                                           |
| WES-095 | Lipperandsee                                                                              | Wesel                    | 50,12        |                                           |
| WES-096 | Renaturierungsgelände Büdericher Ziegelei                                                 | Wesel                    | 12,74        |                                           |
| WES-097 | Scholtenbusch                                                                             | Dinslaken                | 57,60        |                                           |
| WES-098 | Issumer Fleuth                                                                            | Kamp-Lintfort            | 31,44        |                                           |
| WES-099 | Fossa Eugeniana nördlich vom Kamperbrucher Feld                                           | Kamp-Lintfort            | 9,16         |                                           |

## Ehemalige NSG-Kennungen und -Namen
| Kennung | Gebietsname | Gemeinde(n)              | Erläuterung |
| ------- | --- | ------------------------ | --- |
| WES-004 | Tester Berge | Hünxe                    | erweitert und umbenannt in „Feuchtwiesen Bucholter Bruch und Nordhang Testerberge“ (WES-004)                                                                                  |
| WES-007 | Schwarzes Wasser | Wesel                    | erweitert und umbenannt in „Diersfordter Wald“ (WES-007) |
| WES-011 | Reeser Schanz | Xanten                   | erweitert und umbenannt in „Reeser Schanz, Rheinaue zwischen Obermörmter und Vynen, bei Gut Grindt und Haus Lüttingen“ (WES-011)                                              |
| WES-012 | Rheinaue zwischen Stromkilometer 830,7 und 833,2                                                                                  | Xanten                   | aufgegangen im NSG „Reeser Schanz, Rheinaue zwischen Obermörmter und Vynen, bei Gut Grindt und Haus Lüttingen“ (WES-011); Kennung WES-012 wurde neu vergeben (anderes Gebiet) |
| WES-013 | Gut Grindt | Xanten                   | aufgegangen im NSG „Reeser Schanz, Rheinaue zwischen Obermörmter und Vynen, bei Gut Grindt und Haus Lüttingen“ (WES-011); Kennung WES-013 wurde neu vergeben (anderes Gebiet) |
| WES-013 | Niederkamp | Kamp-Lintfort            | erweitert und umbenannt in „Niederkamp und Mönchschall“ (WES-013) |
| WES-014 | Lippe-Auenwald | Schermbeck               | aufgegangen im NSG „Lippeaue“ (WES-01) |
| WES-015 | ? | ?                        | ? |
| WES-022 | Bislicher Meer | Hamminkeln, Wesel        | erweitert und umbenannt in „Bislicher Meer und Wat Ley“ (WES-022) |
| WES-023 | Schnepfenberg | Wesel                    | aufgegangen im NSG „Diersfordter Wald“ (WES-07) |
| WES-024 | Großes Veen | Hamminkeln               | aufgegangen im NSG „Diersfordter Wald“ (WES-07) |
| WES-026 | Droste Woy | Wesel                    | erweitert und umbenannt in „Droste Woy, Rheinaue zwischen Wesel und Bislich“ (WES-026)                                                                                        |
| WES-027 | Weseler Aue | Wesel                    | erweitert und umbenannt in „Weseler Aue und Leygraben bei Flüren“ (WES-027)                                                                                                   |
| WES-028 | Bislicher Insel | Wesel                    | aufgegangen im NSG „Bislicher Insel“ (WES-005) |
| WES-029 | Rheinvorland bei Perrich | Wesel                    | erweitert und umbenannt in „Rheinaue zwischen Büderich und Perrich“ (WES-029)                                                                                                 |
| WES-030 | Aaper Vennekes | Wesel                    | aufgegangen im NSG „Drevenacker Dünen“ (WES-091) |
| WES-031 | Lippealtarm Obrighoven | Wesel                    | aufgegangen im NSG „Lippeaue“ (WES-092) |
| WES-032 | Pliesterbergsche Sohlen | Wesel                    | jeweils teilweise aufgegangen im NSG „Drevenacker Dünen“ (WES-091) und im NSG „Lippeaue“ (WES-092)                                                                            |
| WES-033 | Sternenberge | Hünxe, Wesel             | aufgegangen im NSG „Drevenacker Dünen“ (WES-091) |
| WES-034 | Westerheide | Wesel                    | aufgegangen im NSG „Droste Woy, Rheinaue zwischen Wesel und Bislich“ (WES-026)                                                                                                |
| WES-036 | Birkenbruch in der Leucht | Kamp-Lintfort            | erweitert und umbenannt in „Leucht“ (WES-036) |
| WES-037 | Saures Veen | Kamp-Lintfort            | aufgegangen im NSG „Leucht“ (WES-036) |
| WES-038 | Erlenbruchwald und feuchte Waldlichtung in der Leucht                                                                             | Kamp-Lintfort            | erweitert und umbenannt in „Bruch- und Auenwald und angrenzender Eichenwald am Ostrand der Leucht“ (WES-038)                                                                  |
| WES-053 | Bruchgraben am Testerberg | Hünxe                    | aufgegangen im NSG „Feuchtwiesen Bucholter Bruch und Nordhang Testerberge“ (WES-004)                                                                                          |
| WES-054 | Wald(fläche) am Haferbruchsee | Rheinberg, Kamp-Lintfort | umbenannt in „Insel im Haferbruchsee“ (WES-054) |
| WES-055 | Rheinvorland und Kolk westlich Mehrum                                                                                             | Voerde                   | erweitert und umbenannt in „Rheinvorland zwischen Mehrum und Emmelsum“ (WES-055)                                                                                              |
| WES-057 | Kirchheller Heide nördlich und westlich des Schwarzbachtales bzw. Kirchheller Heide und Schwarzbachaue nördlich des Schwarzbaches | Dinslaken                | erweitert und umbenannt in „Kirchheller Heide, Schwarzbach“ (WES-057) |
| WES-058 | Im Fort | Dinslaken                | umbenannt in „Im Fort westlich der Vellenfurth“ (WES-058) |
| WES-060 | Lippeaue bei Damm und Bricht (Erweiterung)                                                                                        | Hünxe, Schermbeck        | aufgegangen im NSG „Lippeaue“ (WES-01) |
| WES-061 | ? | ?                        | ? |
| WES-062 | ? | ?                        | ? |
| WES-063 | ? | ?                        | ? |
| WES-064 | ? | ?                        | ? |
| WES-065 | ? | ?                        | ? |
| WES-066 | ? | ?                        | ? |
| WES-067 | ? | ?                        | ? |
| WES-068 | ? | ?                        | ? |
| WES-080 | ? | ?                        | ? |
| WES-087 | ? | ?                        | ? |
| WES-0?? | Trockenheide in der Üfter Mark | Schermbeck               | aufgegangen im NSG „Üfter-, Rüster- und Emmelkämper Mark“ (WES-059) |
| WES-0?? | Bruckhauser Mühlenteich | Hünxe                    | aufgegangen im NSG „Bruckhauser Mühlenbach“ (WES-079) |